# Andrómaca (Caldara)
Andrómaca (título original en italiano, Andromaca) es una ópera en tres actos con música de Antonio Caldara y libreto de Apostolo Zeno. Se estrenó en el Teatro de la Favorita de Viena el 28 de agosto de 1724, el día del cumpleaños de la emperatriz Isabel Cristina, con la escenografía de Antonio Galli da Bibbiena.